# Gorsachius
Gorsachius is een geslacht van vogels uit de familie reigers (Ardeidae).

## Soorten
Het geslacht kent de volgende soorten:
- Gorsachius goisagi  –  Japanse kwak
- Gorsachius melanolophus  –  Indische kwak

De Hainankwak, voorheen Gorsachius magnificus, is verplaatst naar het geslacht Oroanassa en de  witrugkwak (Gorsachius leuconotus) naar Calherodius.